# 氟化铅
氟化铅（Lead(II) fluoride）化學式為PbF2，是白色固體。氟化铅有同质异形体，在常溫下為正交晶系（PbCl2型），在高溫下則是立方晶系（Fluorite type）。

## 製備
氟化铅可以用多種方式製備，可以將氫氧化鉛或碳酸鉛和氫氟酸反應，再將生成物中的水蒸發而得：
Pb(OH)2 + 2 HF → PbF2 + 2 H2O
氟化铅也可以用在铅鹽溶液中加入氫氟酸，或是在硝酸鉛溶液中加入氟化鉀：
2 KF + Pb(NO3)2 → PbF2 + 2 KNO3
也可以用氟化鈉加入乙酸鉛溶液來製備。
2 NaF + Pb(CH3COO)2 → PbF2 + 2 NaCH3COO

## 用途
氟化铅可以用在低熔點的玻璃、可以反應紅外線的玻璃塗層、CRT電視的磷光體，以及製造甲基吡啶時的催化劑。缪子g-2粒子物理實驗就是用PbF
2閃爍體探測器配合矽的光電倍增器。